# Čep (strojnictví)
Čep je ve strojírenství válcová (řidčeji kuželová nebo kulová) součástka nebo část hřídele, uložená v ložisku a umožňující otáčivý pohyb. Podle polohy hřídele se rozlišují čepy horizontální, na něž působí hlavně radiální síly, a čepy vertikální, kde působí hlavně axiální síly.

Čep setrvačky uložený v kamenech

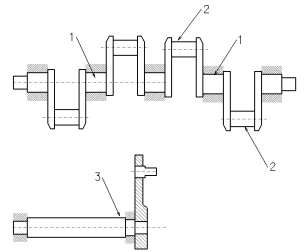
Kliková hřídel čtyřválcového motoru má čtyři ojniční (2) a pět osových čepů (1); hřídel bicyklu má dva čepy na koncích.

## Hřídelový čep
Čep je obvykle ztenčená válcovitá část hřídele pro uložení v ložisku. Rozměry a tolerance čepů i ložisek jsou často normované. Hřídel má nejčastěji dva válcové čepy na koncích, soustružené nebo broušené. V některých případech - například u dvoukolí parních lokomotiv, u velmi dlouhých a klikových hřídelí jsou čepy umístěny i v délce hřídele. Kulové čepy umožňují i kývavý pohyb hřídele nebo kola vůči ose otáčení. Kuželové čepy se používaly pro velmi přesná uložení, například u geodetických přístrojů. 
Zvláštní případ jsou čepy v jemné mechanice a v hodinářství, kde záleží na co nejmenším tření. Čepy setrvačky mechanických hodinek mívají průměr menší než 0,1 mm a ložisko bývá odpružené, aby se při nárazu neulomily. Hřídele mohou být ukončeny i kuželovitými hroty, které se otáčejí v kuželovité jamce.

## Klikový čep
Klikové nebo ojniční čepy jsou umístěny mimo osu otáčení hřídele a slouží hlavně k převodu přímočarého pohybu na otáčivý (nebo opačně). Tak je tomu například u pístních čepů spalovacích motorů nebo kompresorů, u ojničních čepů klikové hřídele nebo u pohonu parních lokomotiv. 